# Souad Azzi
Pour les articles homonymes, voir Azzi.
Souad Azzi (née le 18 septembre 1988) est une athlète algérienne spécialiste de la marche athlétique.

## Carrière
Souad Azzi remporte la médaille d'or du 10 kilomètres marche aux Championnats panarabes d'athlétisme 2019 au Caire (battant alors le record d'Algérie avec un temps de 47 2231), puis la médaille de bronze du 20 kilomètres marche aux Championnats panarabes d'athlétisme 2021 à Radès.  
Elle bat le record d'Algérie du 20 kilomètres marche le 4 février 2022 à Alger, dans le cadre de la Coupe d'Algérie de marche, avec un temps de 1 h 33 min 39 s.
Elle est médaillée d'or du 10 kilomètres marche aux Jeux panarabes de 2023 à Oran puis médaillée de bronze du 20 kilomètres marche aux Jeux africains de 2023 à Accra et médaillée d'argent du 20 kilomètres marche aux Championnats d'Afrique d'athlétisme 2024 à Douala.

## Palmarès
| Date | Compétition                    | Lieu         | Résultat | Épreuve      |
| ---- | ------------------------------ | ------------ | -------- | ------------ |
| 2017 | Championnats d'Afrique juniors | Tlemcen      | 3e       | 10 km marche |
| 2019 | Championnats panarabes         | Le Caire     | 1re      | 10 km marche |
| 2019 | Jeux africains                 | Rabat        | 5e       | 20 km marche |
| 2021 | Championnats panarabes         | Radès        | 3e       | 20 km marche |
| 2022 | Championnats d'Afrique         | Saint-Pierre | 5e       | 20 km marche |
| 2023 | Jeux panarabes                 | Oran         | 1re      | 10 km marche |
| 2024 | Jeux africains                 | Accra        | 3e       | 20 km marche |
| 2024 | Championnats d'Afrique         | Douala       | 2e       | 20 km marche |

## Records
| Épreuve      | Performance          | Lieu  | Date           |
| ------------ | -------------------- | ----- | -------------- |
| 10 km marche | 47 min 0 s           | Alger | 4 juillet 2023 |
| 20 km marche | 1 h 33 min 39 s (NR) | Alger | 4 février 2022 |